# جاده ۹۸ (ایران)
جاده ۹۸، جاده‌ای در جنوب شرقی ایران است که بندر گواتر و چابهار و جاسک و همچنین بندرعباس را از طریق جاده ۹۱ (ایران) به‌یکدیگر متصل می‌کند.